# Części maszyn
Części maszyn to wchodzące w skład maszyn elementy samodzielne lub zespoły, zwykle o charakterze uniwersalnym, (wykorzystywane są w różnych urządzeniach) - co pozwala na ich znormalizowanie.
Klasyfikacja części maszyn:
- połączenia (mechaniczne)
  - nierozłączne
    - nitowe
    - spawane
    - zgrzewane
    - lutowane
    - klejone
    - skurczowe
    - wtłaczane

  - rozłączne
    - kształtowe
      - wpustowe
      - wypustowe
      - wieloboczne

    - sworzniowe
    - kołkowe
    - gwintowe
    - sprężyste
    - rurowe
- łożyska
  - łożysko ślizgowe
  - łożysko toczne
- sprzęgła
  - nierozłączne
    - przymusowe
    - luźne
    - podatne
    - kątowe

  - rozłączne
    - sterowane
    - samoczynne
- hamulce
- napędy
- przekładnie
  -     - cierne
    - pasowe
    - łańcuchowe
    - zębate